# 陈学良
陈学良，清朝人，是一名清朝政治人物。
陈学良曾于1714年接替刘文灿任嘉定县知县一职，1715年由李衍曾接任。
正气；清官是封建统治阶级的忠诚护卫者。他们在民族分裂、国破家亡乃至出使异域之际，出于对封建王朝的忠诚和护卫，在抗击外辱，捍卫主权、维护统一等方面作出了重大贡献，客观上维护了民族尊严尊严、体现了中华民族的浩然正气。
2，勤政；清官是封建王朝国家机器上的零部件。为了维护国家机器的正常运转，他们多能勤于政务，或恭敬办事，不辞艰辛；或亲躬政务，日夜操劳，或审时度势，顾全大局；这些清官的所作所为无疑是应该肯定得。
3.谏诤。清官是封建统治阶级内部的调解器。为了封建王朝的长治久安，为了维护本阶级内部成员不受侵犯，不少清官终生谋国。
4.执法。清官是封建法定权利以及伦理朝纲的重视遵循者。封建伦理朝纲和法律规范的体系，是维护封建王朝一定统治秩序的基础。清官作为地主阶级中维护法定权利以及伦理朝纲的忠实代表，不能容忍来自集团内部或外部势力对伦理朝纲和法律规范体系的肆意冲击和破坏。他们在客观上对于政权的稳定和法律的表面持平以及民心之维系，起到了不容忽视的作用。
5.爱才。清官是封建统治阶级队伍中较有远见的成员。他们有一个共识：立国安邦、施政治国，关键在于人才的选拔和使用许多清官深谙治国之道务在举贤的道理，他们视人才为国之大宝，以举贤荐能为己任。从而使封建官僚队伍中长期保持一定的新鲜血液，即使改朝换代，也人才辈出，以此维持封建制度的沿袭。
6.律己。清官是封建社会统治阶级官僚队伍中的楷模。清官为人，大多自身品行端正，志向高远；严于律己，宽以待人。
7.家教。清官既是传统道德规范的受教者，同时又充当传统道德规范的传教士。家庭教育历来被视为人生启蒙的开端，在封建社会里，许多人从小就受到家庭中严格的道德标准的教育和熏陶，这就为他们将来进入仕途以后成为清官的一份子打下了良好的基础，受过良好教育的清官，自身又充当传统道德的传教士。他们对后人的教育，从道德规范、智能学识、奉公守法、自立自强到细微的日常生活琐事，几乎无所不包。他们在中华民族家教史上添加了丰厚的一页。